# کورتلند (مینه‌سوتا)
کورتلند، مینه‌سوتا (به انگلیسی: Courtland, Minnesota) یک شهر در ایالات متحده آمریکا است که در مینه‌سوتا واقع شده‌است.

## خصوصیات
کورتلند ۶٫۸۴ کیلومترمربع مساحت و ۶۱۱ نفر جمعیت دارد و ۲۸۵ متر بالاتر از سطح دریا واقع شده‌است.